# 文化大革命工作组
文化大革命工作组，是指文化大革命初期，派往各大专院校和部分中学指导文化大革命运动的工作组。

## 概述
文化大革命开始后，全国尤其是北京高校和中学陷入混乱。当时主持中共中央工作的刘少奇、邓小平为了稳定局势，保证中共中央的领导，决定向北京各高校和中学派出工作组。此后，很多省、市、县也相继向各高校和部分中学派出工作组。1966年7月18日，毛泽东返回北京听取江青、康生、陈伯达的汇报后，决定撤销工作组。此后各地工作组相继被撤销。